# Miles Martinet
El Miles M.25 Martinet fue un remolcador de blancos aéreos de la Real Fuerza Aérea (RAF) y del Fleet Air Arm (FAA), que estuvo en servicio durante la Segunda Guerra Mundial. Fue el primer avión británico en ser diseñado específicamente para el remolcado de blancos.
Los trabajos en el Martinet comenzaron en respuesta a la escasez de la RAF de aviones de primera línea obsoletos para realizar tareas de remolcado de blancos. Derivado del entrenador Master, fue diseñado para poseer la mayor cantidad de partes comunes con aviones en producción existentes como fuera posible. El primer prototipo del Martinet realizó su primer vuelo el 24 de abril de 1942; la producción en cantidad comenzó inmediatamente. Se produjo un total de 1724 Martinet, de los que la mayor parte fueron operados por la RAF o el FAA, aunque algunos fueron usados en ultramar y por operadores civiles.
El Martinet también fue desarrollado en un avión relativamente secreto en respuesta a la Especificación Q.10/43, que solicitaba un blanco aéreo radio controlado. Este avión, designado M.50 Queen Martinet, sólo se produjo en pequeñas cantidades, y su existencia fue secreto de estado hasta 1946. También se  produjeron varios derivados de la célula básica, incluyendo un remolcador específico de planeadores y una variante de entrenamiento.

## Desarrollo

### Orígenes
Antes de 1941, las tareas de remolcado de blancos habían sido cubiertas por antiguos aviones de primera línea reutilizables, que se habían convertido en obsoletos o eran excedentes de los requerimientos. Sin embargo, mientras se libraba la crucial Batalla de Inglaterra y la tasa de desgaste se iba incrementando en ambos lados, la RAF se encontró con una escasez de aviones de primera línea. Buscando evitar la retirada de aviones con capacidad de combate existentes para realizar tareas de remolcado de blancos, el Ministerio del Aire optó por comprar aviones nuevos construidos específicamente para esta necesidad, contactando con Miles Aircraft Ltd con una solicitud para que produjera rápidamente un avión remolcador de blancos especializado basado en el entrenador Miles Master.
Los requerimientos fueron formalizados por el Ministerio a través de la Especificación 12/41. Entre los requerimientos enlistados, había la estipulación de que, para simplificar la fabricación lo máximo posible, el previsto avión debía maximizar el uso de componentes estándares donde fuera factible.
El 24 de abril de 1942, el primer prototipo del Martinet realizó su primer vuelo en el Aeródromo de Woodley, volado por el piloto de pruebas jefe teniente de vuelo Thomas Rose. Los resultados fueron lo suficientemente satisfactorios como para que la producción comenzara inmediatamente, llevando a que el Martinet suplantara rápidamente al Master II en las líneas de montaje de Miles en Woodley. En total, se produjeron 1724 Martinet; la mayor parte de ellos sirvieron con la RAF o con el Fleet Air Arm (FAA), aunque una minoría del modelo fue adoptada por operadores de ultramar, así como durante la era de posguerra.

### Desarrollo posterior

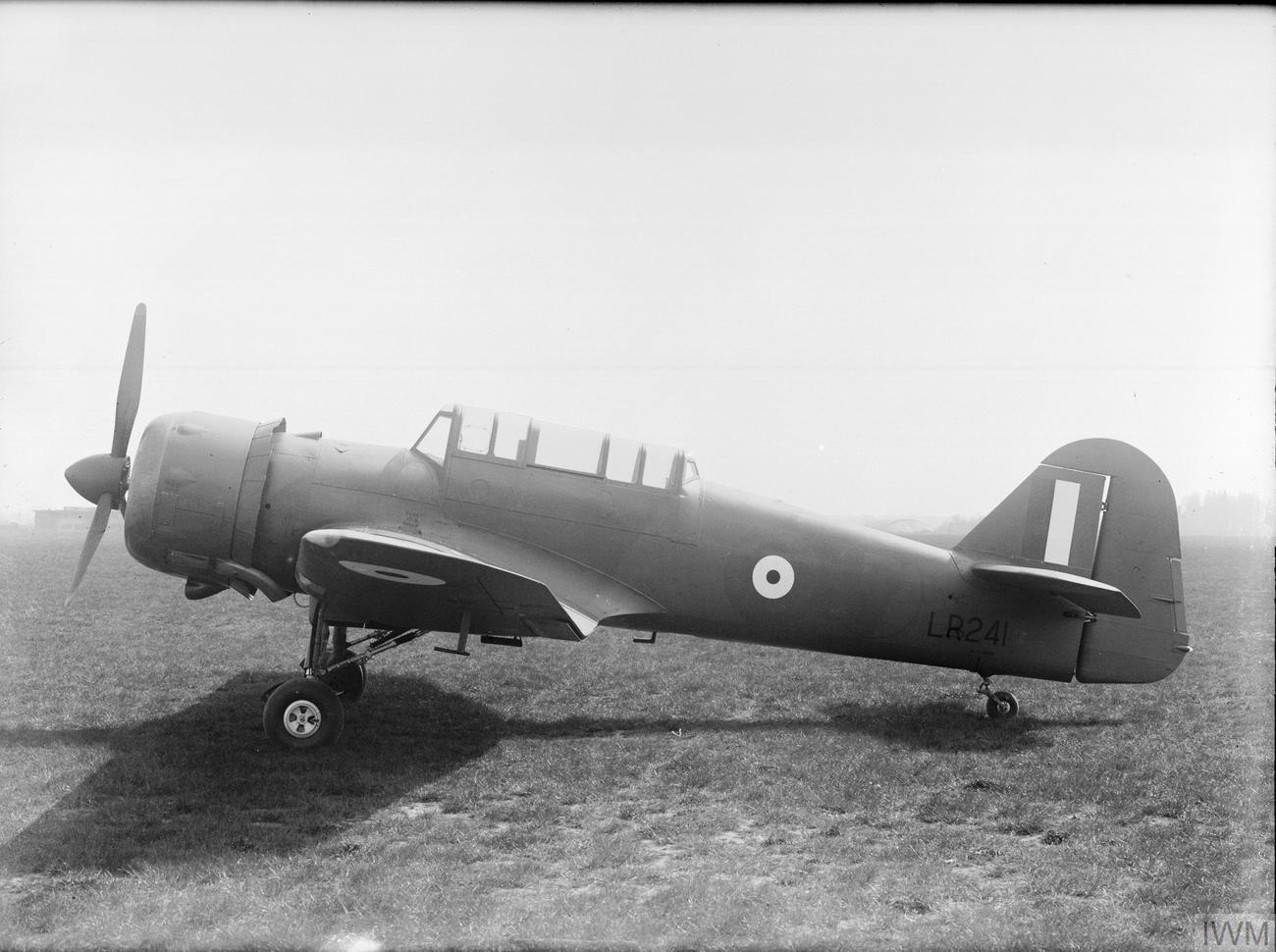
Prototipo del Miles Martinet, matrícula LR241, en Reading, Berkshire, alrededor de 1942.

El Martinet se convirtió en la base de otros proyectos de la compañía. Durante 1943, se decidió producir un derivado del Martinet que funcionaría como blanco aéreo radio controlado para cubrir la Especificación Q.10/43. De esta variante, designada M.50 Queen Martinet, se construyó rápidamente un prototipo y se concedió un modesto contrato de producción a Miles, llevando a que se fabricaran 11 ejemplares nuevos, con 71 aviones más producidos tras la conversión de ejemplares Martinet de producción. Durante su desarrollo y sus primeros años de operación, la existencia del Queen Martinet estuvo clasificada y el programa se mantuvo en la Lista de Secretos del Gobierno del Reino Unido; se exhibió públicamente por primera vez en la muestra aérea de Farnborough en junio de 1946, aunque los detalles acerca del modelo permanecieron protegidos durante una serie de años más.
En 1941, los responsables consideraron un propuesto modelo mejorado del entrenador Master, pero estas ambiciones fueron puestas de lado para centrarse en los recursos de fabricación del modelo Martinet estándar. En 1945, las presiones de producción se habían aliviado hasta el punto de que se comenzarían los trabajos en serio, por lo que Miles pudo desarrollar un modelo de entrenador del avión, designado M.37 Martinet Trainer. Desde el principio, este avión estuvo ideado para ser una medida provisional, ya que el Ministerio del Aire había previsto que su entrenador a largo plazo aprovechara la propulsión turbohélice. La conversión implicaba la retirada de los depósitos de combustible alares exteriores, la instalación de una cabina revisada con controles dobles y la reducción del peso general. Se construyeron un par de prototipos, el primero de ellos realizó su primer vuelo el 11 de abril de 1946. Sin embargo, por la época en que estuvo a punto para la producción en cantidad, entrenadores más avanzados, como el Avro Athena y el Boulton Paul Balliol, también habían alcanzado una avanzada etapa de desarrollo, dejando el modelo sin propósito y por ello no recibiendo encargos.
Una variante más numerosa del Martinet fue la adaptación del modelo para realizar operaciones de remolcado de planeadores; compartía amplias similitudes con el remolcador Master II Tug, teniendo el timón la parte inferior retirada para la instalación de un equipo de remolcado más robusto.

## Diseño
El Miles Martinet se basaba en gran medida en el entrenador Miles Master II. Aunque los dos aviones compartían un alto grado de puntos en común, particularmente en términos de componentes, había algunas diferencias importantes, incluyendo el reforzamiento de la célula para manejar mejor las tensiones de remolcar un blanco. Otras diferencias respecto al Master incluían un morro más largo, mayor envergadura y una cabina más alta, mientras que los controles de vuelo dobles del Master fueron eliminados, ya que eran innecesarios en su nueva capacidad.
Tanto los blancos como el sistema de remolcado se contenían en un carenado por debajo del fuselaje, que podía ser desplegado y retraído por un cabrestante; se usaron múltiples implementaciones de este aparato, incluyendo cabrestantes que eran actuados alternativamente a través de motores eléctricos o por potencia eólica. Debido a que el centro de gravedad del avión se alteró por las modificaciones de diseño, el motor fue adelantado ligeramente para compensarlas; mientras que también se instaló un sistema de refrigeración más resistente para ayudar al motor a hacer frente a la mayor potencia necesaria para compensar la elevada resistencia que se inducía al remolcar.

## Historia operacional
Numerosas unidades de la RAF recibieron Martinet durante la Segunda Guerra Mundial. Específicamente, el modelo se convirtió en la materia prima de las escuelas de artillería, unidades de entrenamiento operativo, escuadrones de cooperación antiaérea y unidades de reconocimiento aeromarítimo.
Durante finales de los años 40 y principios de los 50, el modelo fue gradualmente retirado en las Fuerzas Armadas británicas. Un total de 5 Martinet ex RAF recibieron matrículas civiles y fueron volados tanto en el Reino Unido como en ultramar. Se realizaron esfuerzos en promocionar los Martinet excedentes para cubrir tareas adicionales, como una propuesta que implicaba la adopción del modelo por la Real Fuerza Aérea helénica para realizar misiones como la observación de artillería, la observación general y el apoyo aéreo cercano.

## Variantes
M.25 Martinet
Remolcador de blancos biplaza.
Martinet TT.Mk I
Designación de servicio para el remolcador de blancos M.25.
M.50 Queen Martinet
Blanco aéreo radio controlado sin tripulación; 11 construidos y 71 convertidos desde TT.1.
M.37 Martinet Trainer
Entrenador biplaza; dos convertidos desde TT.1.

## Operadores
Bélgica

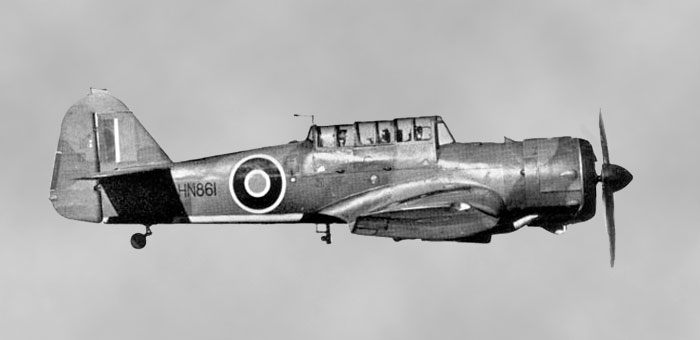
Martinet en servicio con la RAF.

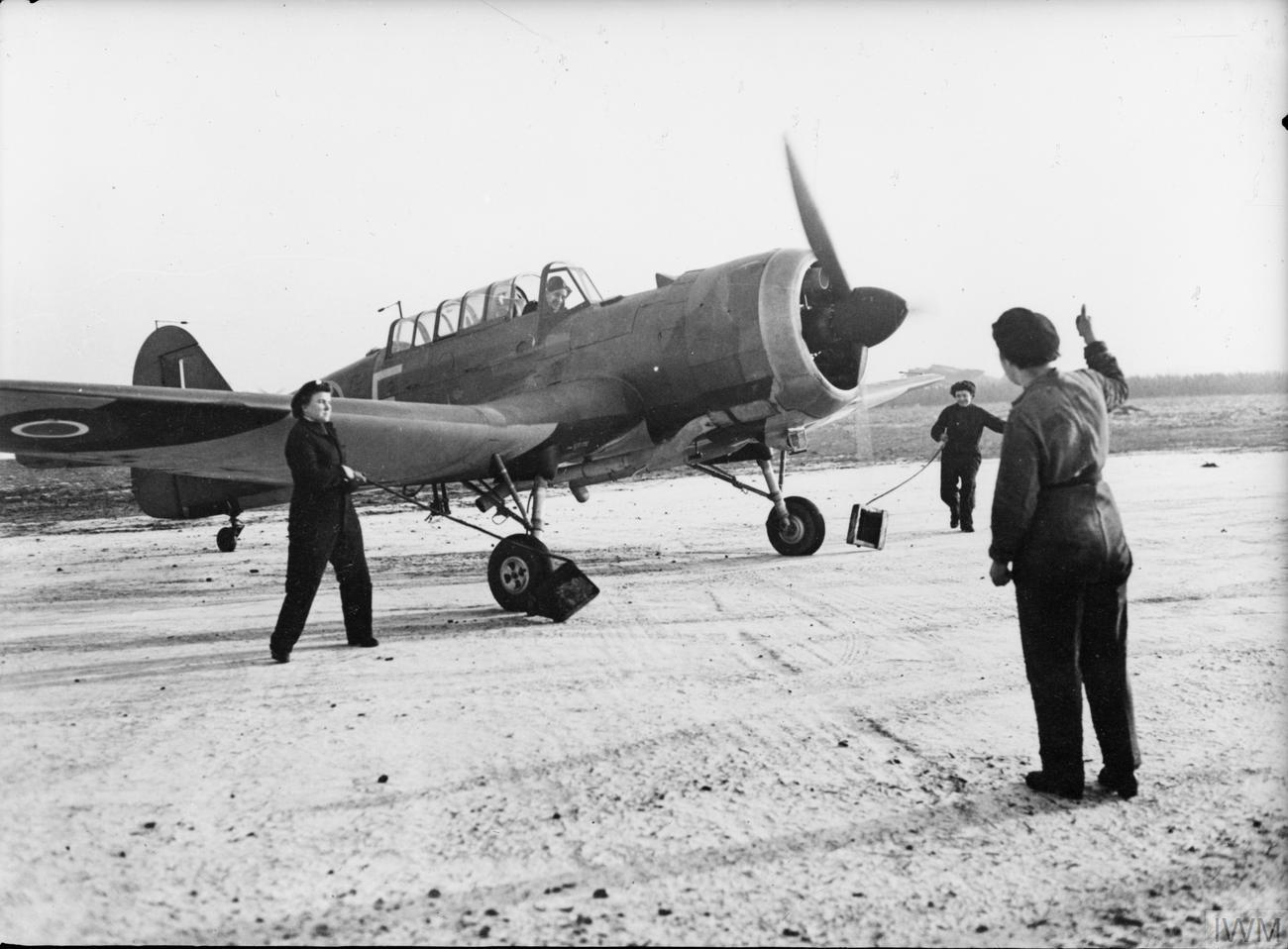
Un Martinet del No. 289 Squadron de la RAF en RAF Turnhouse, Midlothian, Escocia, alrededor de 1943.

- Componente Aéreo del Ejército Belga: 11 operados desde 1947 hasta 1953 como remolcadores de blancos.

 Francia
- Ejército del Aire y del Espacio: 41 Martinet TT.1 entregados entre 1945 y 1948.

 Irlanda
- Cuerpo Aéreo Irlandés: dos Martinet TT.1 entregados en 1946.

 Portugal
- Armada de Portugal
- Fuerza Aérea Portuguesa

 Reino Unido
- Real Fuerza Aérea
- Marina Real
  - Fleet Air Arm

 Suecia
- Svensk Flygtjänst AB: 9 comprados, 8 usados como remolcadores de blancos (1946-1951).

 Turquía
- Fuerza Aérea Turca

## Supervivientes

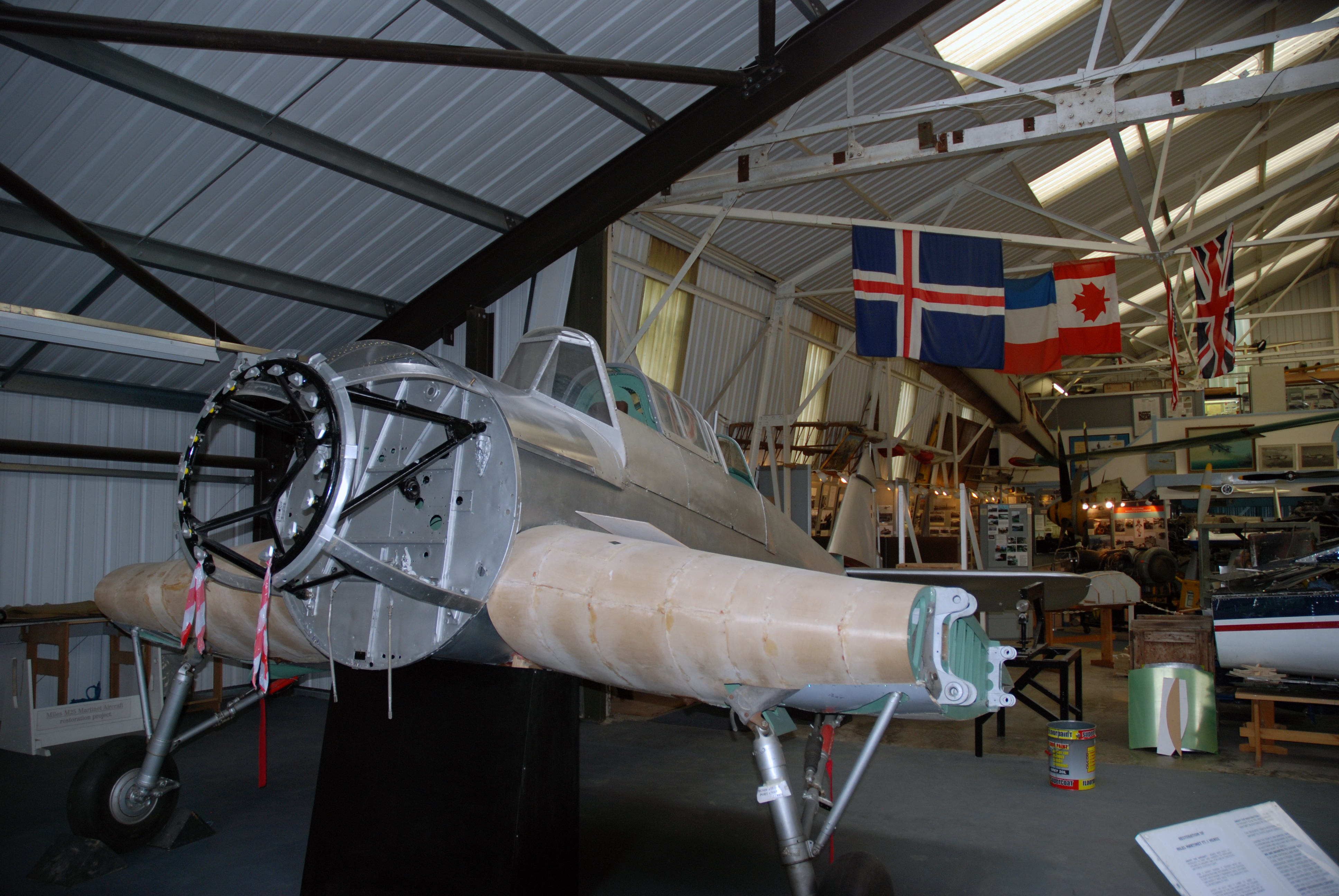
El preservado MS902 en el Museum of Berkshire Aviation, junio de 2008.

Perdura un único Martinet; es propiedad del Museum of Berkshire Aviation en el Reino Unido. El avión (matrícula de la RAF MS902) fue construido en 1943, y pasó su tiempo operativo en Islandia, en RAF Reykjavik. En 1949, el MS902 fue vendido al Aeroclub de Akureyri y recibió la matrícula civil islandesa TF-SHC. El club lo voló hasta que se estrelló en 1951 cerca de Kopasker en el noreste de Islandia. Los restos permanecieron en el lugar del accidente hasta 1977, cuando fueron recuperados y puestos en almacenamiento por la Icelandic Aviation Historical Society.
El avión fue devuelto al Reino Unido en 1996 por el Museum of Berkshire Aviation y desde entonces ha estado sujeto a un largo proyecto de restauración.

## Especificaciones (M.25)
Referencia datos: Miles Aircraft since 1925, The Hamlyn Concise Guide to British Aircraft of World War II.

### Características generales
- Tripulación: Dos
- Longitud: 9,4 m (30,9 ft)
- Envergadura: 11,9 m (39 ft)
- Altura: 3,5 m (11,6 ft)
- Superficie alar: 22,5 m² (242,2 ft²)
- Perfil alar: raíz: NACA 23024; punta: NACA 23009
- Peso vacío: 2105 kg (4639,4 lb)
- Peso cargado: 3062 kg (6748,6 lb)
- Planta motriz: 1× motor radial de 9 cilindros refrigerado por aire Bristol Mercury XX o Mercury 30.
  - Potencia: 650 kW (896 HP; 884 CV)
- Hélices: Tripala de velocidad constante
- Alargamiento: 6,3

### Rendimiento
- Velocidad nunca excedida (Vne): 530 km/h (329 MPH; 286 kt) IAS
- Velocidad máxima operativa (Vno): 356 km/h (221 MPH; 192 kt) a nivel del mar; 386 km/h a 1768 m (5800 pies); 383 km/h a 3048 m (10 000 pies)
- Velocidad crucero (Vc): 320 km/h (199 MPH; 173 kt) máximo a 1524 m (5000 pies)
- Velocidad de entrada en pérdida (Vs): 100 km/h (62 MPH; 54 kt) flaps abajo; 134 km/h flaps arriba
- Alcance: 1117 km (603 nmi; 694 mi) (5 h)
- Carga alar: 136 kg/m² (27,9 lb/ft²)
- Potencia/peso: 0,386 kW/kg (0,235 hp/lb)
- Tiempo a altitud:

  - 3 min 30 s para 1524 m (5000 pies)
  - 8 min para 3048 m (10 000 pies)
- Carrera de despegue: 238 m
- Carrera de despegue hasta 15 m (50 pies): 421 m
- Distancia de aterrizaje: 389 m
- Distancia de aterrizaje desde 15 m (50 pies): 492 m

## Aeronaves relacionadas

### Desarrollos relacionados
- Miles Master

### Secuencias de designación
- Secuencia M._ (interna de Miles): ← M.19 - M.20 - M.24 - M.25 - M.26 - M.27 - M.28 - M.30 - M.33 - M.35 - M.37 - M.38 - M.39B - M.50 - M.52 - M.57 - M.60 →